# 서울석촌초등학교
서울석촌초등학교(石村初等學校)는 대한민국 서울특별시 송파구에 있는 초등학교이다.

## 학교 연혁
- 1989년 8월 7일: 서울석촌국민학교 설립 인가
- 1989년 11월 1일: 석촌중학교 건물 인수
- 1990년 5월 10일: 개교식
- 1994년 3월 1일: 서울교대 대용 부속학교 지정(4년간)
- 1996년 3월 1일: 서울석촌초등학교로 교명 개칭

## 참고 자료
- 서울석촌초등학교 - 한국교육학술정보원 학교알리미